# Bolesław Kropaczek
Bolesław Kropaczek (ur. 21 września 1886 w Rzeszowie, zm. 18 listopada 1914 koło Kromołowa) – polski geolog, specjalista geologii złóż ropy naftowej.

## Życiorys
Gimnazjum ukończył w Rzeszowie i w 1905 rozpoczął studia geologiczne na Uniwersytecie Wiedeńskim. Jego wykładowcami byli m.in. Franz Eduard Suess i Viktor Uhlig. Studia ukończył w 1910 otrzymując stopień doktora filozofii na podstawie pracy Montienfauna aus dem Flysch der Nord-Karpaten von Babica bei Rzeszów. Teil I Gastropoda.
W latach 1910–1912 prowadził badania geologiczne finansowane przez Komisję Fizjograficzną Akademii Umiejętności w Krakowie. Pracował jako wolontariusz w Pracowni Paleontologicznej Uniwersytetu Jagiellońskiego, kierowanej przez prof. Józefa Grzybowskiego. W czerwcu 1912 objął stanowisko kierownika technicznego nowo utworzonej Stacji Geologicznej w Borysławiu i przez pierwszy rok był jedynym jej pracownikiem. Podjął wówczas badania geologii złoża ropy naftowej, borysławsko-tustanowickiego. Wykonywał także orzeczenia geologiczne terenów naftowych. Wykładał ponadto w Krajowej Szkole Górniczej w Borysławiu.
Powołany do wojska austriackiego poległ 18 listopada 1914 w bitwie krakowskiej, w walkach pod Kromołowem.